# Torkowa Skała
Torkowa Skała – skała we wsi Suliszowice w województwie śląskim, w powiecie myszkowskim, w gminie Żarki. Jest to teren Wyżyny Częstochowskiej w obrębie Wyżyny Krakowsko-Częstochowskiej.
Zbudowana z wapieni Torkowa Skała znajduje się wśród pól po północnej stronie zabudowań Suliszowic. Ma wysokość około 8 m i jest na jedną stronę silnie przechylona. Wspinacze wyznaczyli na niej kilka dróg wspinaczkowych i obili je ringami (r) i stanowiskiem zjazdowym (st). Mają trudność od IV+ do VI+ w skali polskiej. Środki na asekurację sfinansowało  IŚW “Nasze Skały”. O skałce wspinacze piszą: niewątpliwie jest urokliwa, a drogi na niej ostro wyrzeźbione przez jurajskie wiatry.

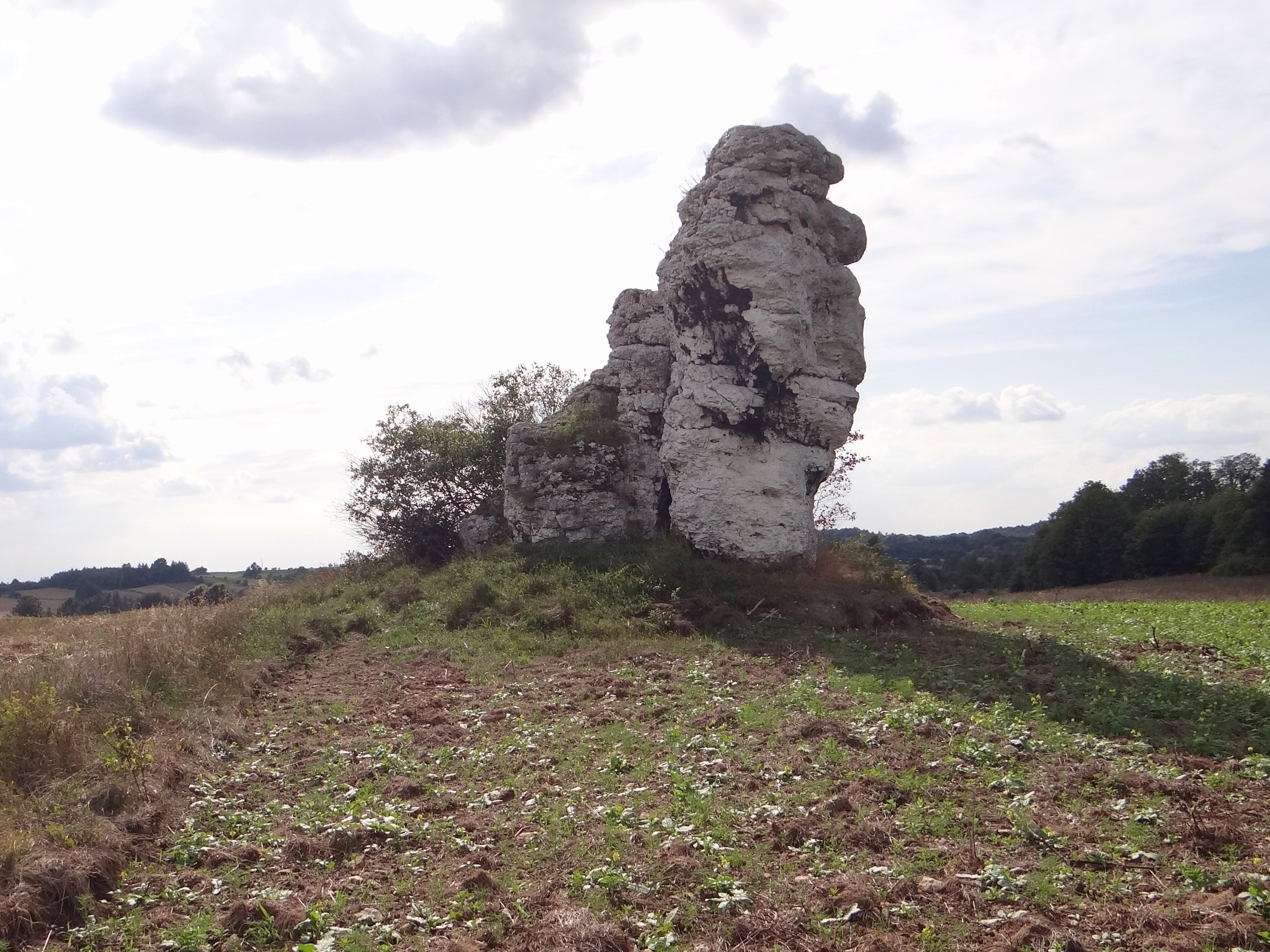
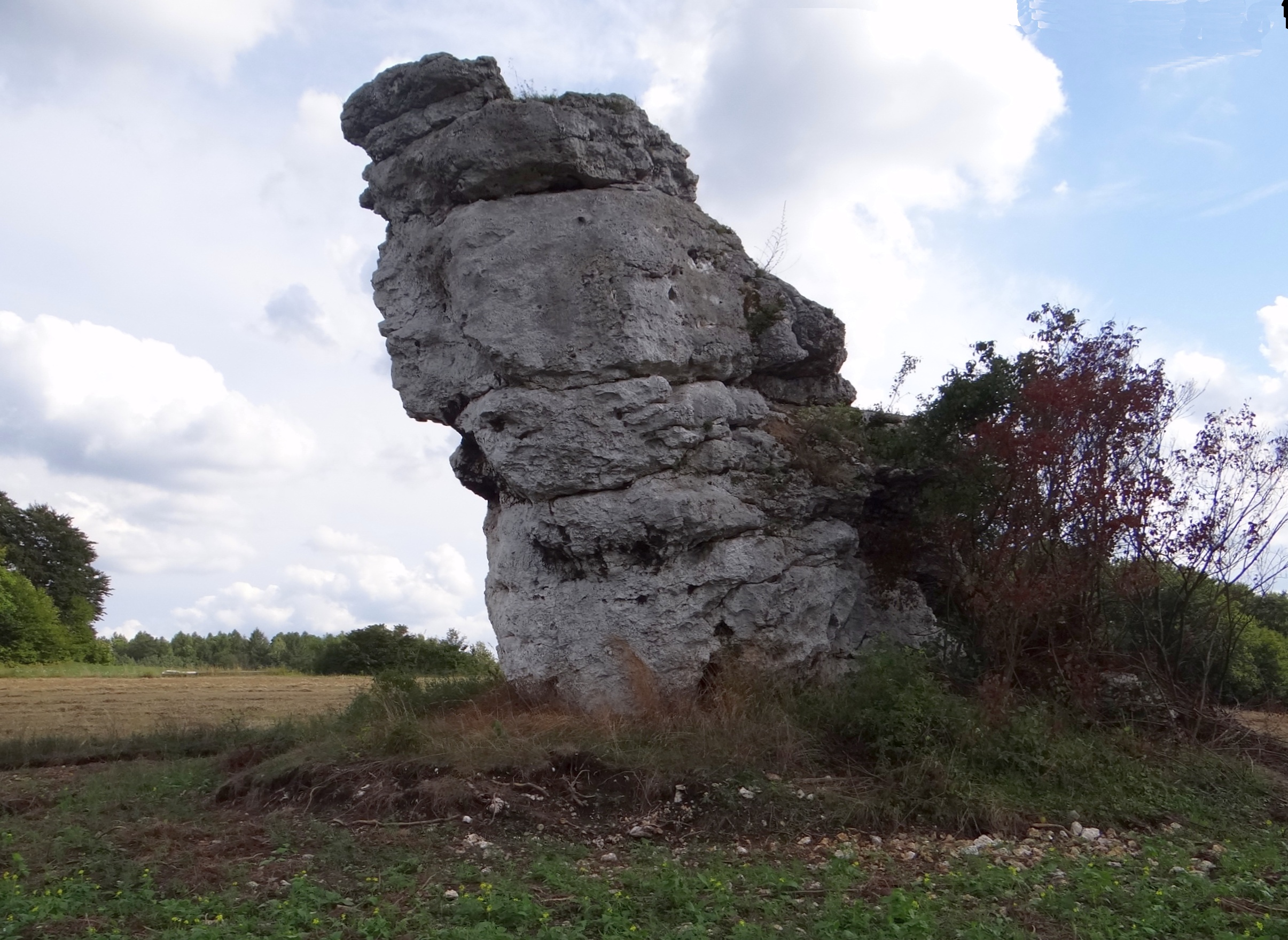
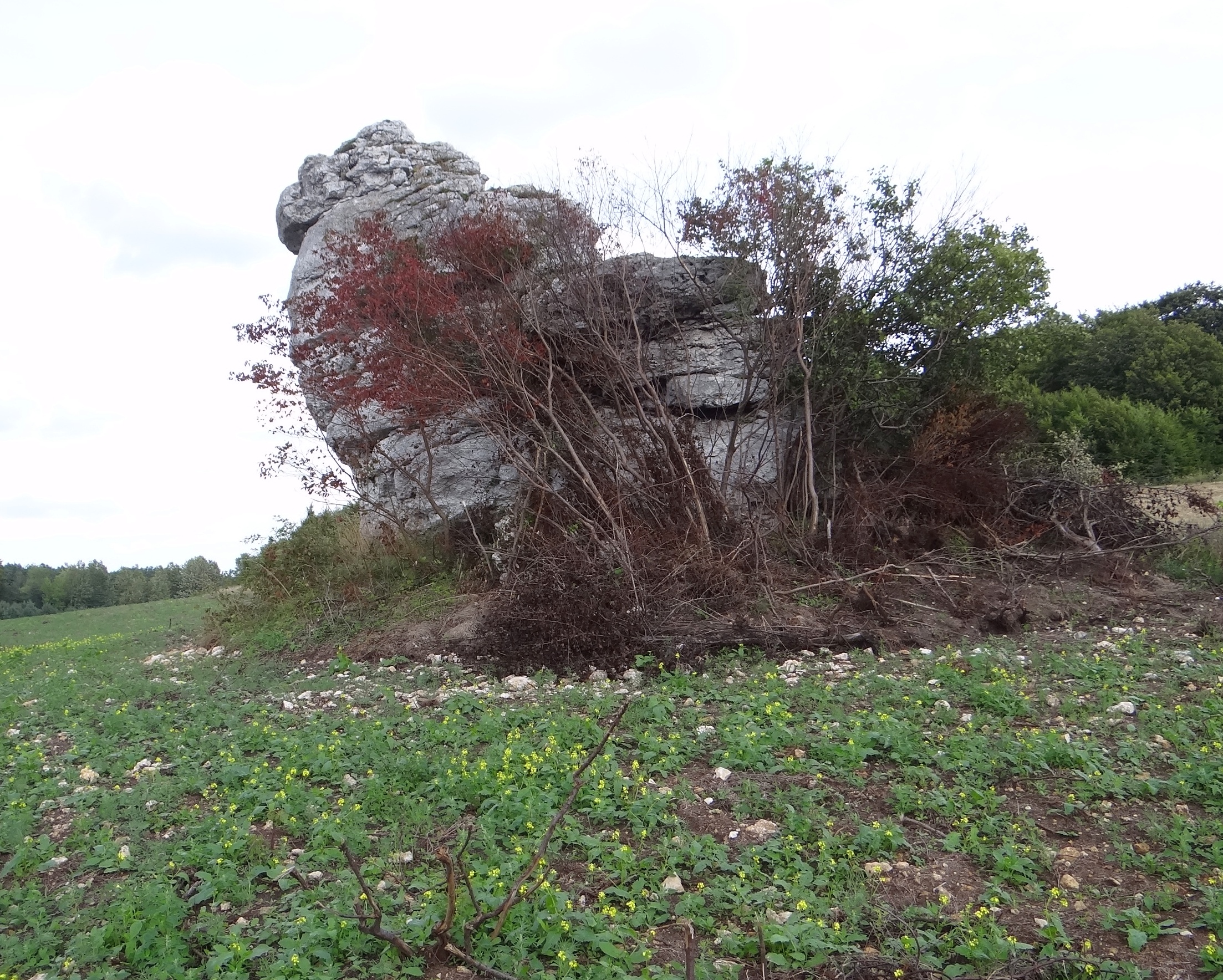
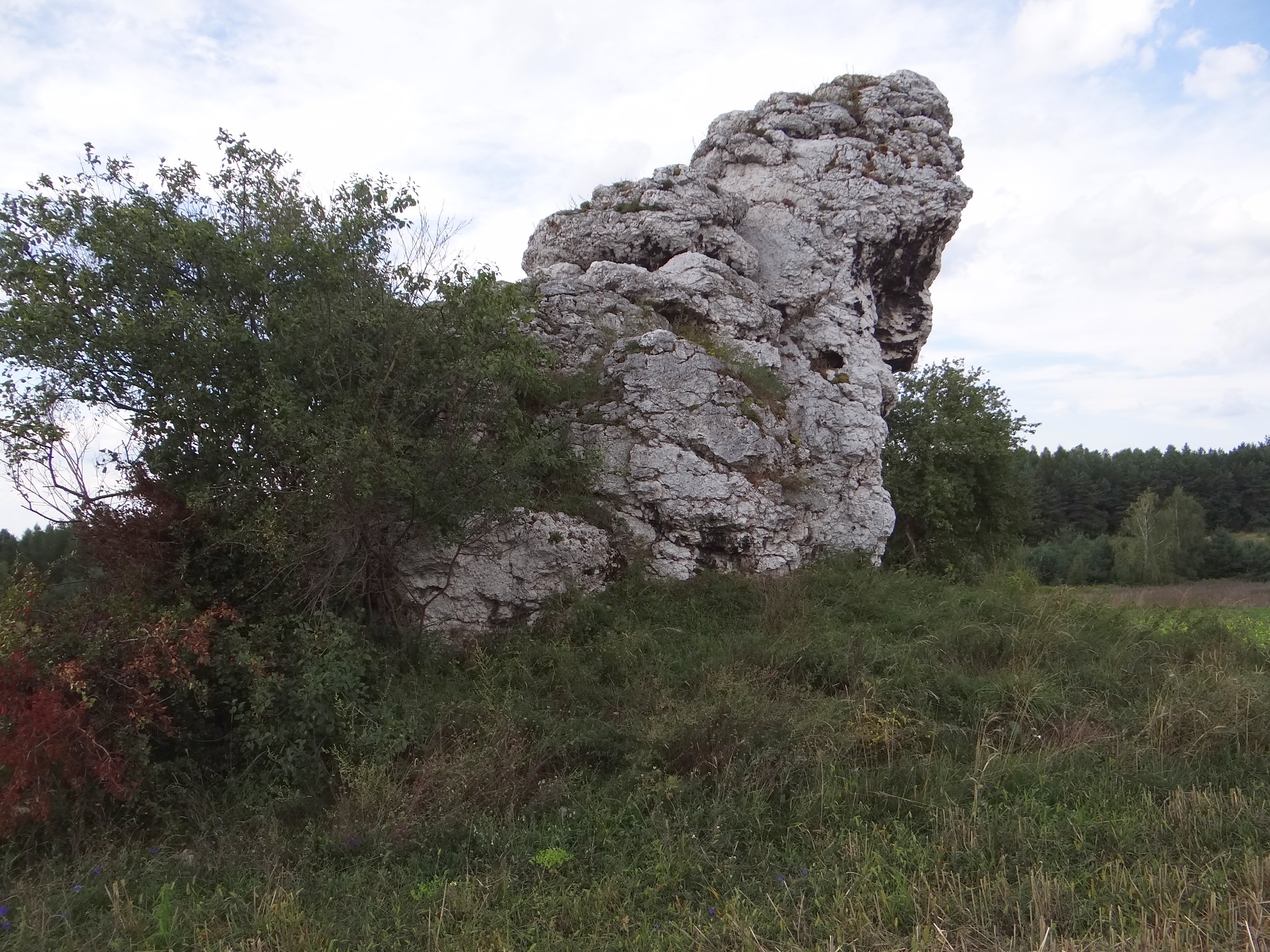

## Drogi wspinaczkowe
1. Polny skorek VI+ (3r+st)
2. Metamorfoza Justyny' VI.1+ (4r+st)
3. Dwa psy w namiocie VI.2 (4r+st),
4. Torek VI.1+ (3r+st)
5. Płonący konar jara IV+ (3r+st)[1].

W Suliszowicach jest jeszcze kilka innych skałek wspinaczkowych: Biedruniowa Skała, Markowa Skała, Dębia Skała, Kapuśniak, Brama Suliszowicka, Kazalnica Suliszowicka, Sroga Skała.